# Mejoziorny (oblast de Tcheliabinsk)
Pour les articles homonymes, voir Mejoziorny.
Mejoziorny (en russe : Межозёрный) est une commune urbaine minière de oblast de Tcheliabinsk, en Russie. Sa population s'élevait à 7 217 habitants en 2013 et à 6 666  habitants en 2021.

## Géographie
Mejoziorny est située dans le sud de l'Oural et dans le sud-ouest de l’oblast de Tcheliabinsk, à quelques kilomètres à de la Bachkirie. Elle se trouve à 20 km au sud d'Outchaly, à 69 km au nord-est de Beloretsk, à 122 km au nord de Magnitogorsk et à 173 km au sud-ouest de Tcheliabinsk.
Son nom signifie « entre les lacs ». La localité est en effet située entre les lacs Tchebatchie, Gniloïe et Karagaïskoïe.

## Histoire
La cité ouvrière fut fondée en 1956, quand le combinat minier d’Outchaly commença à exploiter le cuivre de la région. La première carrière fut ouverte sur un gisement nommé en l’honneur du dix-neuvième Congrès du Parti communiste de l'Union soviétique, et le bourg reçut le même nom : « XIX partsiezd » (XIX партсъезд). En 1963, il reçut le statut de commune urbaine et fut renommé Mejoziorny.

## Population
Recensements (*) ou estimations de la population
| 1970* | 1979* | 1989* | 2002* |
| ----- | ----- | ----- | ----- |
| 4 796 | 4 604 | 7 248 | 8 282 |

| 2006  | 2010* | 2012  | 2013  |
| ----- | ----- | ----- | ----- |
| 8 385 | 7 357 | 7 311 | 7 217 |

| 2016  | 2019  | 2021  | - |
| ----- | ----- | ----- | - |
| 7 075 | 6 793 | 6 666 | - |

## Galerie

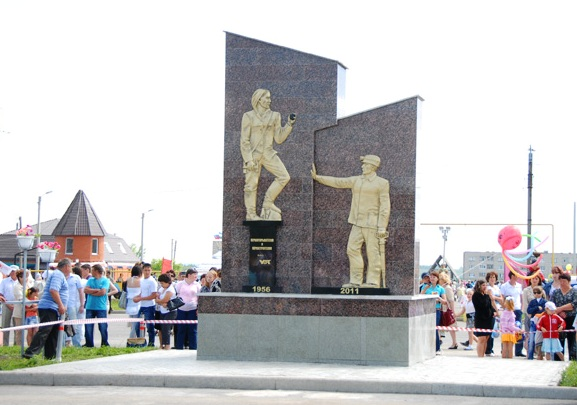
Monument en l’honneur des fondateurs de la ville
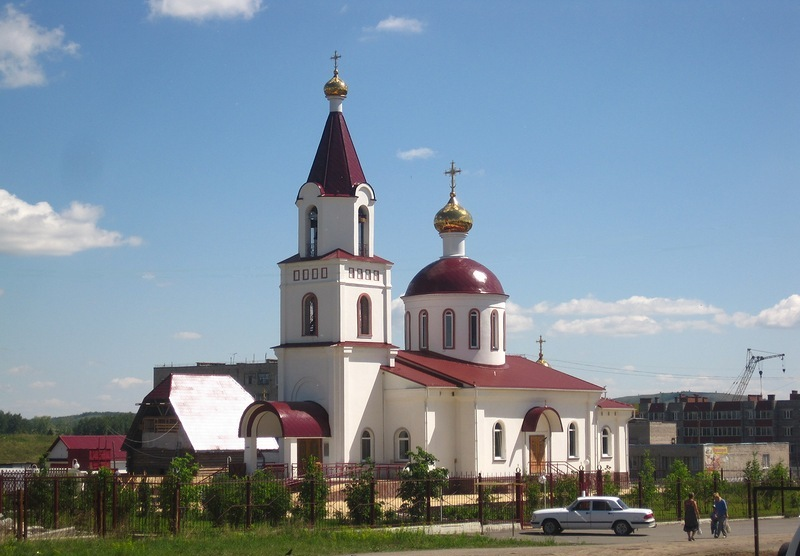
Église de Mejoziorny
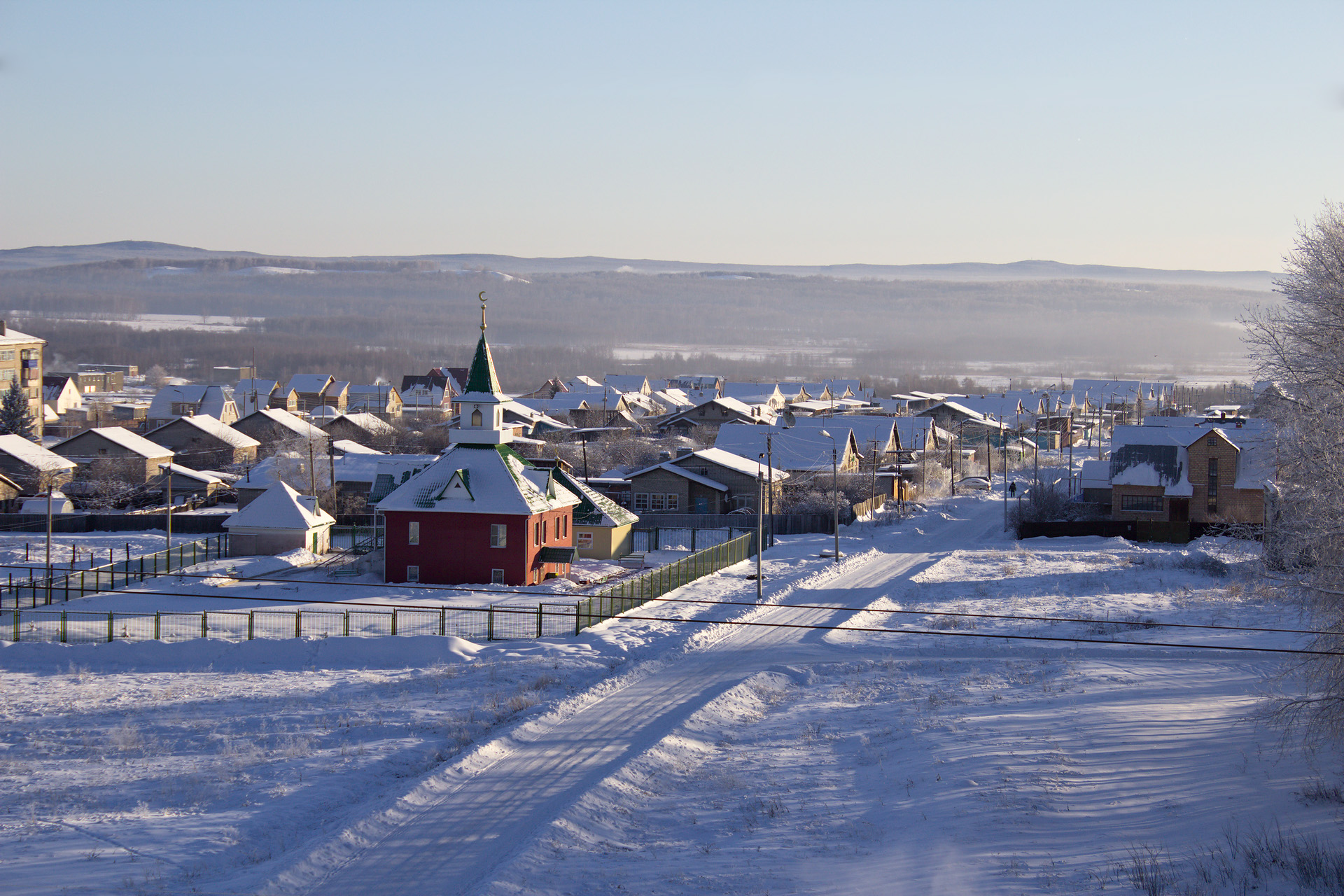
Mosquée de Mejoziorny
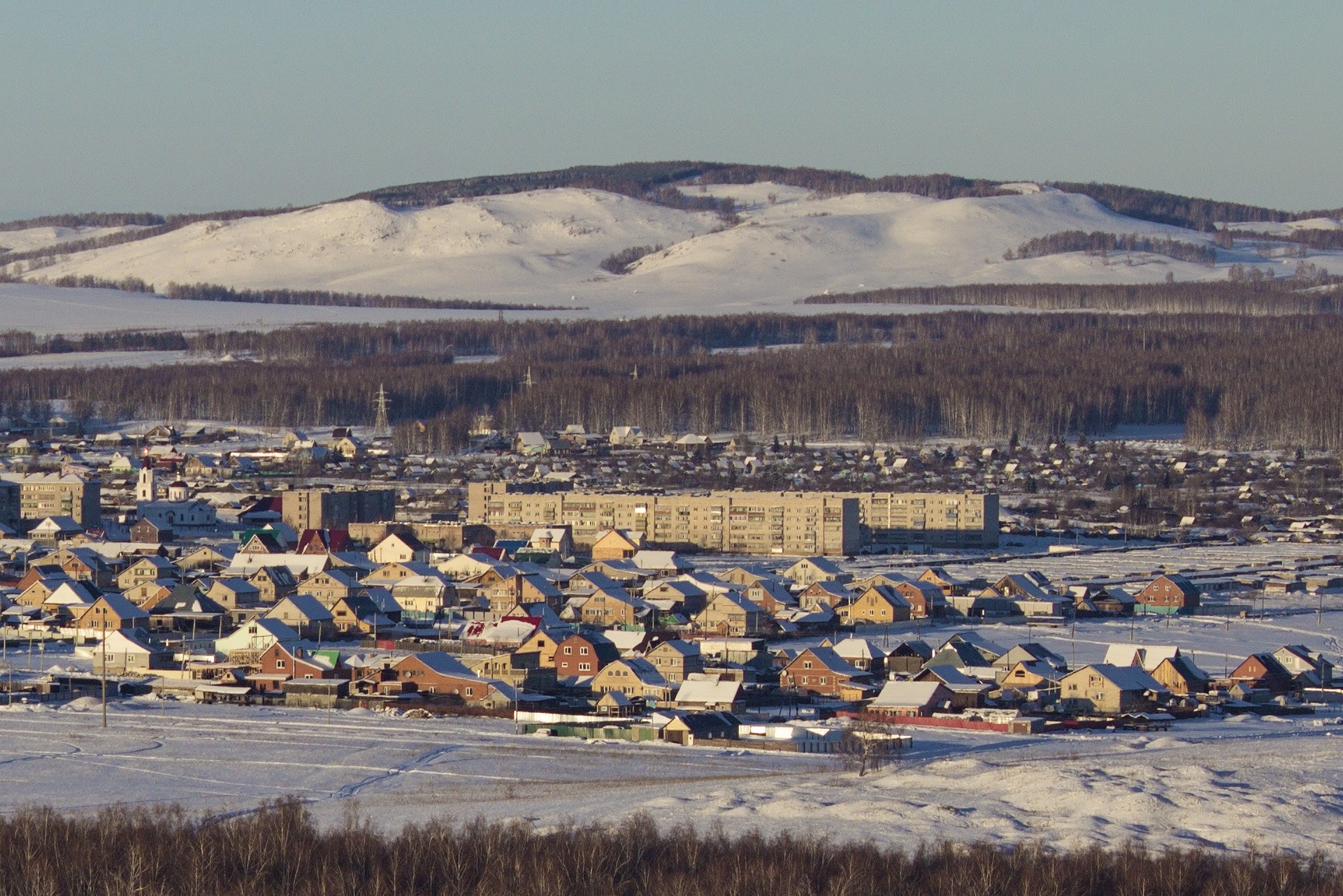
Vue de la ville avec le mont Outanktach en arrière-plan
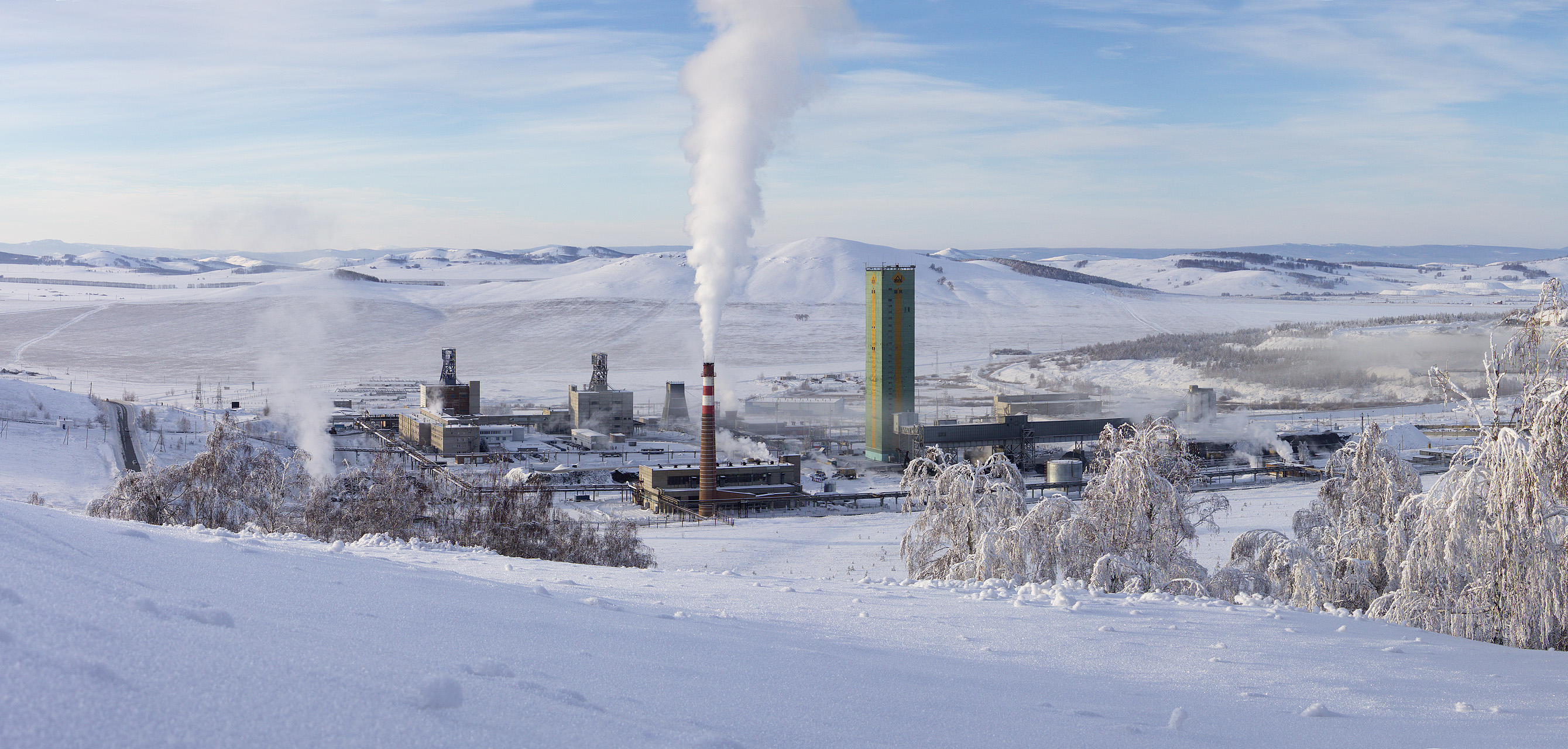
La mine Ouzelguinski